# Munihuasa
Munihuaza es una ranchería del municipio de Álamos ubicada en el sureste del estado mexicano de Sonora, cercana a los límites divisorios con los estados de Chihuahua y Sinaloa. Según los datos del Censo de Población y Vivienda realizado en 2020 por el Instituto Nacional de Estadística y Geografía (INEGI), Munihuaza tiene un total de 161 habitantes.

## Geografía
Munihuaza se ubica en el sureste del estado de Sonora, en la región centro del territorio del municipio de Álamos, sobre las coordenadas geográficas 27°08'44" de latitud norte y 108°48'06" de longitud oeste del meridiano de Greenwich, a una altura media de 491 metros sobre el nivel del mar, el pueblo está cerca de la zona protegida Sierra de Álamos-Río Cuchujaqui.